# Olympische Winterspiele 1992/Eiskunstlauf
Bei den XVI. Olympischen Winterspielen 1992 in Albertville fanden vier Wettbewerbe im Eiskunstlauf statt. Austragungsort war die Halle Olympique.

## Bilanz

### Medaillenspiegel
| Platz | Land               | Gold | Silber | Bronze | Gesamt |
| ----- | ------------------ | ---- | ------ | ------ | ------ |
| 1     | Vereintes Team     | 3    | 1      | 1      | 5      |
| 2     | Vereinigte Staaten | 1    | 1      | 1      | 3      |
| 3     | Frankreich         | –    | 1      | –      | 1      |
| 3     | Japan              | –    | 1      | –      | 1      |
| 5     | Kanada             | –    | –      | 1      | 1      |
| 5     | Tschechoslowakei   | –    | –      | 1      | 1      |

### Medaillengewinner
| Konkurrenz | Gold                                    | Silber                              | Bronze                           |
| ---------- | --------------------------------------- | ----------------------------------- | -------------------------------- |
| Herren     | Wiktor Petrenko                         | Paul Wylie                          | Petr Barna                       |
| Damen      | Kristi Yamaguchi                        | Midori Itō                          | Nancy Kerrigan                   |
| Paare      | Natalja Mischkutjonok / Artur Dmitrijew | Jelena Betschke / Denis Petrow      | Isabelle Brasseur / Lloyd Eisler |
| Eistanz    | Marina Klimowa / Sergei Ponomarenko     | Isabelle Duchesnay / Paul Duchesnay | Maja Ussowa / Alexander Schulin  |

## Ergebnisse
- Bew. = Bewertung
- K = Kür
- KP = Kurzprogramm
- OT = Originaltanz
- PT = Pflichttanz

### Herren
| Platz              | Land | Sportler                 | KP      | K       | Bew.    |
| ------------------ | ---- | ------------------------ | ------- | ------- | ------- |
| 1                  | EUN  | Wiktor Petrenko          | 01      | 01      | 01,5    |
| 2                  | USA  | Paul Wylie               | 03      | 02      | 03,5    |
| 3                  | TCH  | Petr Barna               | 02      | 03      | 04,0    |
| 4                  | USA  | Christopher Bowman       | 07      | 04      | 07,5    |
| 5                  | EUN  | Alexei Urmanow           | 05      | 05      | 07,5    |
| 6                  | CAN  | Kurt Browning            | 04      | 06      | 08,0    |
| 7                  | CAN  | Elvis Stojko             | 06      | 07      | 10,0    |
| 8                  | EUN  | Wjatscheslaw Sahorodnjuk | 10      | 08      | 13,0    |
| 9                  | CAN  | Michael Slipchuk         | 08      | 09      | 13,0    |
| 10                 | USA  | Todd Eldredge            | 09      | 11      | 15,5    |
| 11                 | POL  | Grzegorz Filipowski      | 13      | 10      | 16,5    |
| 12                 | GBR  | Steven Cousins           | 12      | 12      | 18,0    |
| 13                 | JPN  | Masakazu Kagiyama        | 11      | 15      | 20,5    |
| 14                 | FRA  | Nicolas Pétorin          | 14      | 14      | 21,0    |
| 15                 | FRA  | Éric Millot              | 17      | 13      | 21,5    |
| 16                 | AUS  | Cameron Medhurst         | 16      | 16      | 24,0    |
| 17                 | TPE  | David Liu                | 15      | 19      | 26,5    |
| 18                 | AUT  | Ralph Burghart           | 20      | 18      | 28,0    |
| 19                 | FIN  | Oula Jääskeläinen        | 23      | 17      | 28,5    |
| 20                 | LAT  | Konstantin Kostin        | 18      | 22      | 31,0    |
| 21                 | KOR  | Jung Sung-il             | 21      | 21      | 31,5    |
| 22                 | DEN  | Henrik Walentin          | 24      | 20      | 32,0    |
| 23                 | JPN  | Mitsuhiro Murata         | 22      | 23      | 34,0    |
|                    | ITA  | Gilberto Viadana         | 19      | Rückzug | Rückzug |
| Kür nicht erreicht |      |                          |         |         |         |
| 25                 | CHN  | Zhang Shubin             | 25      | —       | —       |
| 26                 | SLO  | Luka Klasinc             | 26      | —       | —       |
| 27                 | ROU  | Marius Negrea            | 27      | —       | —       |
| 28                 | PRK  | Li Su-min                | 28      | —       | —       |
| 29                 | CRO  | Tomislav Čižmešija       | 29      | —       | —       |
| 30                 | MEX  | Riccardo Olavarrieta     | 30      | —       | —       |
|                    | NOR  | Jan Erik Digernes        | Rückzug | Rückzug | Rückzug |

Datum: 13. und 15. Februar 1992

### Damen
| Platz              | Land | Sportlerin          | KP | K       | Bew.    |
| ------------------ | ---- | ------------------- | -- | ------- | ------- |
| 1                  | USA  | Kristi Yamaguchi    | 01 | 01      | 01,5    |
| 2                  | JPN  | Midori Itō          | 04 | 02      | 04,0    |
| 3                  | USA  | Nancy Kerrigan      | 02 | 03      | 04,0    |
| 4                  | USA  | Tonya Harding       | 06 | 04      | 07,0    |
| 5                  | FRA  | Surya Bonaly        | 03 | 06      | 07,5    |
| 6                  | CHN  | Chen Lu             | 11 | 05      | 10,5    |
| 7                  | JPN  | Yuka Satō           | 07 | 07      | 10,5    |
| 8                  | CAN  | Karen Preston       | 12 | 08      | 14,0    |
| 9                  | CAN  | Josée Chouinard     | 10 | 11      | 16,0    |
| 10                 | GER  | Marina Kielmann     | 15 | 09      | 16,5    |
| 11                 | TCH  | Lenka Kulovaná      | 09 | 12      | 16,5    |
| 12                 | FRA  | Laetitia Hubert     | 05 | 15      | 17,5    |
| 13                 | GER  | Patricia Neske      | 16 | 11      | 18,0    |
| 14                 | EUN  | Julija Worobjowa    | 14 | 13      | 20,0    |
| 15                 | DEN  | Anisette Torp-Lind  | 08 | 16      | 20,0    |
| 16                 | EUN  | Tatjana Ratschkowa  | 13 | 14      | 20,5    |
| 17                 | BUL  | Wiktorija Dimitrowa | 18 | 17      | 26,0    |
| 18                 | GBR  | Joanne Conway       | 17 | 18      | 26,5    |
| 19                 | POL  | Zuzanna Szwed       | 23 | 19      | 30,5    |
| 20                 | LAT  | Alma Lepina         | 22 | 20      | 31,5    |
| 21                 | EST  | Olga Vassiljeva     | 21 | 21      | 31,5    |
| 22                 | GBR  | Suzanne Otterson    | 20 | 22      | 32,0    |
| 23                 | HUN  | Krisztina Czakó     | 19 | 23      | 32,5    |
|                    | SWE  | Helene Persson      | 24 | Rückzug | Rückzug |
| Kür nicht erreicht |      |                     |    |         |         |
| 25                 | CRO  | Željka Čižmešija    | 25 | —       | —       |
| 26                 | SLO  | Mojca Kopač         | 26 | —       | —       |
| 27                 | PRK  | Li Gyong-ok         | 27 | —       | —       |
| 28                 | KOR  | Lee Eun-hee         | 28 | —       | —       |
| 29                 | MEX  | Mayda Navarro       | 29 | —       | —       |

Datum: 19. und 21. Februar 1992

### Paare
| Platz | Land | Paar                                    | KP | K  | Bew. |
| ----- | ---- | --------------------------------------- | -- | -- | ---- |
| 1     | EUN  | Natalja Mischkutjonok / Artur Dmitrijew | 01 | 01 | 01,5 |
| 2     | EUN  | Jelena Betschke / Denis Petrow          | 02 | 02 | 03,0 |
| 3     | CAN  | Isabelle Brasseur / Lloyd Eisler        | 03 | 03 | 04,5 |
| 4     | TCH  | Radka Kovaříková / René Novotný         | 04 | 04 | 06,0 |
| 5     | EUN  | Jewgenija Schischkowa / Wadim Naumow    | 05 | 05 | 07,5 |
| 6     | USA  | Natasha Kuchiki / Todd Sand             | 06 | 06 | 09,0 |
| 7     | GER  | Peggy Schwarz / Alexander König         | 08 | 07 | 11,5 |
| 8     | GER  | Mandy Wötzel / Axel Rauschenbach        | 10 | 08 | 13,0 |
| 9     | CAN  | Christine Hough / Doug Ladret           | 09 | 10 | 14,5 |
| 10    | USA  | Calla Urbanski / Rocky Marval           | 07 | 11 | 14,5 |
| 11    | USA  | Jenni Meno / Scott Wendland             | 12 | 09 | 15,0 |
| 12    | CAN  | Sherry Ball / Kris Wirtz                | 11 | 12 | 17,5 |
| 13    | AUS  | Danielle Carr / Stephen Carr            | 13 | 13 | 19,5 |
| 14    | JPN  | Rena Inoue / Tomoaki Koyama             | 14 | 14 | 21,0 |
| 15    | ITA  | Anna Tabacchi / Massimo Salvadè         | 15 | 15 | 22,5 |
| 16    | FRA  | Line Haddad / Sylvain Privé             | 16 | 16 | 24,0 |
| 17    | GBR  | Kathryn Pritchard / Jason Briggs        | 17 | 17 | 25,5 |
| 18    | PRK  | Ko Ok-ran / Kim Gwang-ho                | 18 | 18 | 27,0 |

Datum: 9. und 11. Februar 1992

### Eistanz
| Platz | Land | Paar                                    | PT1 | PT2 | OT | K  | Bew. |
| ----- | ---- | --------------------------------------- | --- | --- | -- | -- | ---- |
| 1     | EUN  | Marina Klimowa / Sergei Ponomarenko     | 01  | 01  | 01 | 01 | 02,0 |
| 2     | FRA  | Isabelle Duchesnay / Paul Duchesnay     | 03  | 03  | 02 | 02 | 04,4 |
| 3     | EUN  | Maja Ussowa / Alexander Schulin         | 02  | 02  | 03 | 03 | 05,6 |
| 4     | EUN  | Oxana Grischtschuk / Jewgeni Platow     | 04  | 04  | 04 | 04 | 08,0 |
| 5     | ITA  | Stefania Calegari / Pasquale Camerlengo | 05  | 05  | 05 | 05 | 10,0 |
| 6     | FIN  | Susanna Rahkamo / Petri Kokko           | 07  | 07  | 06 | 06 | 12,4 |
| 7     | HUN  | Klára Engi / Attila Tóth                | 06  | 06  | 07 | 07 | 13,6 |
| 8     | FRA  | Dominique Yvon / Frédéric Palluel       | 08  | 08  | 09 | 08 | 16,6 |
| 9     | FRA  | Sophie Moniotte / Pascal Lavanchy       | 09  | 09  | 08 | 09 | 17,4 |
| 10    | TCH  | Kateřina Mrázová / Martin Šimeček       | 12  | 11  | 10 | 10 | 20,6 |
| 11    | USA  | April Sargent-Thomas / Russ Witherby    | 10  | 10  | 11 | 11 | 21,6 |
| 12    | CAN  | Jacqueline Petr / Mark Janoschak        | 11  | 12  | 12 | 13 | 24,8 |
| 13    | ITA  | Anna Croci / Luca Mantovani             | 13  | 13  | 13 | 12 | 25,0 |
| 14    | HUN  | Regina Woodward / Csaba Szentpétery     | 13  | 15  | 15 | 14 | 29,0 |
| 15    | USA  | Rachel Mayer / Peter Breen              | 14  | 14  | 14 | 15 | 29,0 |
| 16    | LTU  | Margarita Drobiazko / Povilas Vanagas   | 17  | 17  | 17 | 16 | 33,0 |
| 17    | GBR  | Melanie Bruce / Andrew Place            | 16  | 16  | 16 | 17 | 33,0 |
| 18    | CHN  | Han Bing / Yang Hui                     | 18  | 18  | 18 | 18 | 36,0 |
| 19    | PRK  | Ryu Gwang-ho / Pak Un-sil               | 19  | 19  | 19 | 19 | 38,0 |

Datum: 14., 16. und 17. Februar 1992